# Ligne Cadorna
Pour les articles homonymes, voir Cadorna.
La ligne Cadorna, aussi connue sous le nom Frontiera Nord en italien, est une ligne de fortification construite le long de la frontière entre la Suisse et l'Italie. Conçue par Luigi Cadorna, elle avait pour but de défendre l'Italie d'une invasion française, allemande ou autrichienne à travers la Suisse, neutre dans le conflit. L'objectif profond était de défendre les centres économiques du pays : Milan, Turin, Brescia et le port de Gênes,.

## Les origines de la ligne
Le projet appelé initialement « ligne de défense à la frontière Nord » est le fruit de cinquante années de recherches et de préparation commençant à l'unification du royaume d'Italie en 1861. Il a supposé un long travail de reconnaissance in situ, d'études de faisabilité, de recherches géomorphologiques et stratégiques ainsi qu'une planification technique.
Le projet d'une ligne de défense sur la dorsale Val d'Ossola - lac Majeur - Ceresio - lac de Côme  est inscrit en 1862 par la Commission permanente pour la défense de l'État à son plan général mais en raison des finances difficiles du jeune État italien, le projet est reporté plusieurs fois. En 1882, le projet est enterré en considérant que le risque d'invasion par l'Autriche-Hongrie à travers la Suisse neutre est peu probable.

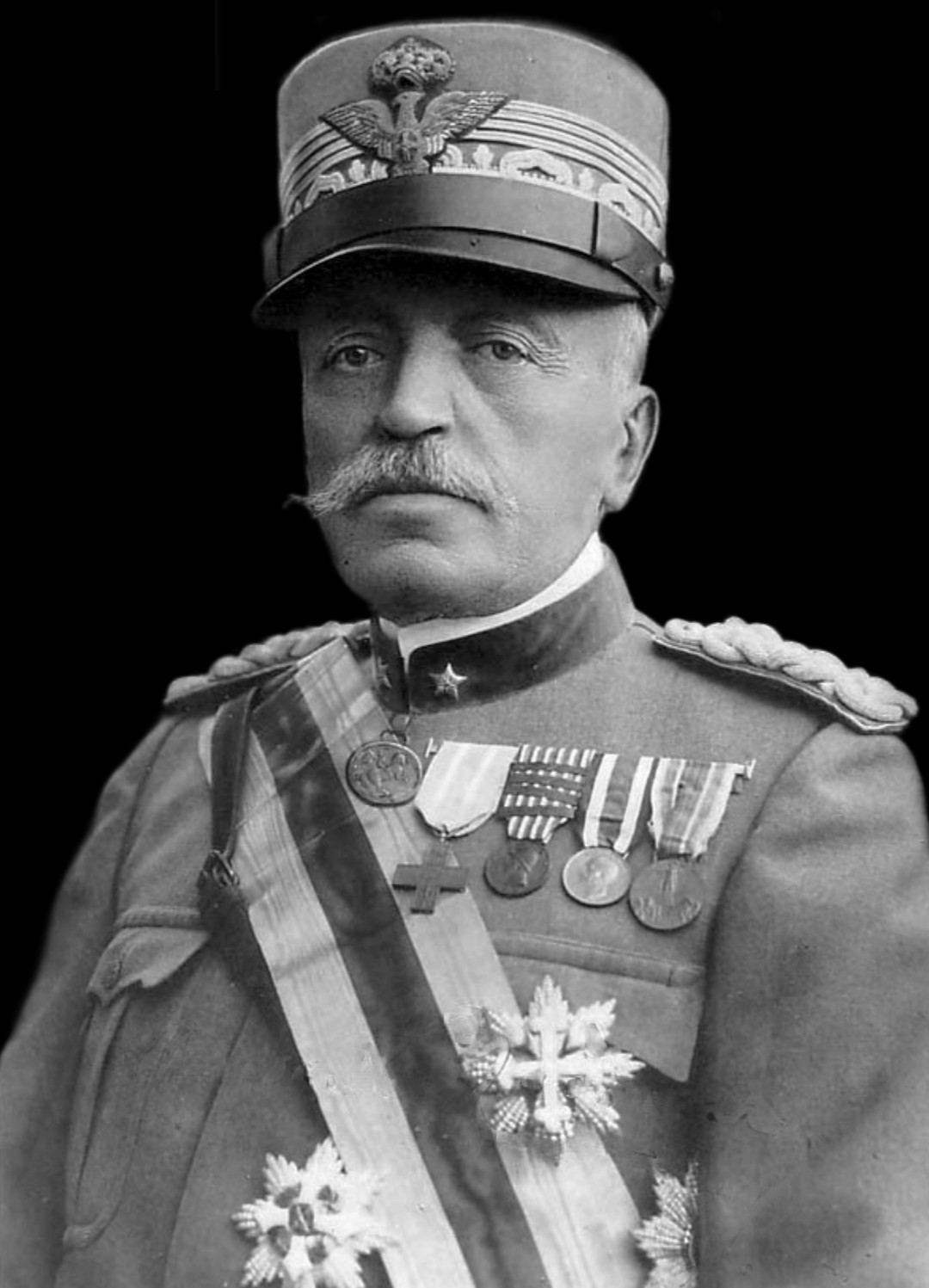
Le Général Luigi Cadorna.

Les premiers éléments voient le jour en 1911 avec la construction du fort de Gravellona Toce (fortification du mont Orfano) qui devait défendre l'accès au Val d'Ossola et au Lac Majeur dans le Piémont ainsi que les postes d'artillerie sur le Mont Piombello, le Mont Scerrè, le Mont Martica, le Campo dei Fiori de Varèse, le Pizzo di Gino et le Mont Sighignola en Lombardie.
Le fort de Montechio Nord sera construit juste avant le début du conflit entre 1912 et 1914. Situé à proximité de l'Adda et de la Mera, il est encore visitable aujourd'hui.
Le début de la Première Guerre mondiale avec la violation du territoire de la Belgique, alors pays neutre, renforce la crainte de voir la neutralité helvétique aussi violée par ses voisins afin d'envahir l'Italie. La Suisse lance de son côté son propre réseau de défense.
Luigi Cadorna, originaire de Pallanza, est alors nommé chef d’État-major de l'armée italienne,. Face au point faible que peut représenter la frontière suisse, il décide de mettre à exécution le projet fomenté depuis cinquante ans et de lancer les travaux. Par ailleurs, il pense que la Suisse pourrait profiter du conflit pour s'emparer du Val d'Ossola ou de la Valteline.

## La construction
Sa construction s'est déroulée entre l'été 1915 et le printemps 1918. Elle s'étend du Val d'Ossola jusqu'à la Valteline. Longue de 72 kilomètres, elle était composée de 296 kilomètres de route, de 398 kilomètres de chemins muletiers, d'hôpitaux, de 88 postes d'artillerie, de points d'observation, et de 25.000 m2 de casernes,. Comme tout ouvrage militaire, la ligne cherche à se fondre dans le paysage afin de ne pas être vue par les forces ennemies.

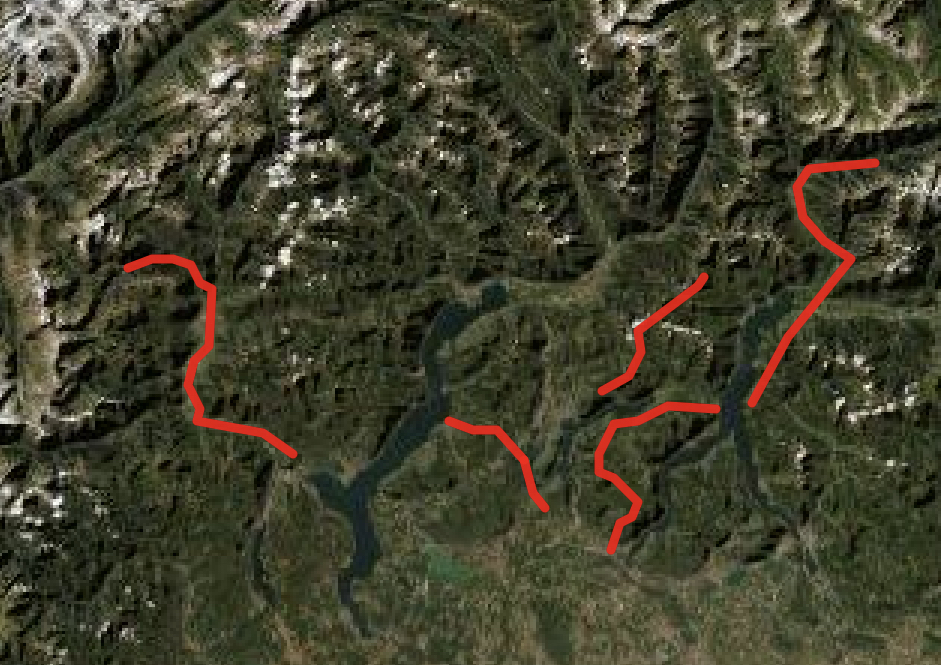
Tracé complet de la ligne Cadorna. On distingue sur la carte les Alpes au Nord, le lac Majeur, le lac de Lugano et le lac de Côme.

La première étape a été de construire des routes, ce qui ne supposait pas d'études approfondies préalables. Les expropriations ont été rapides en raison de l'urgence de la situation. Cela provoquera le ressentiment et la colère des propriétaires surtout que les dédommagements ne sont arrivés que dans la deuxième moitié des années 1930.
La conception militaire des fortifications de l'époque donne la part belle aux moyens humains et non aux moyens technologiques. Aussi, les tranchées sont soignées, des escaliers permettent aux fantassins de sortir rapidement pour contre-attaquer et des tunnels donnent la possibilité de se mettre à l'abri en cas de bombardement.
Afin de coordonner les travaux, un bureau technique a été installé à Milan séparemment du quartier général de Varèse avec des sections détachées à Intra, Ghirla (it), Malnate, San Fedele Intelvi, Tremezzo et Dervio. En juillet 1916, on attribue à la 5ème armée la tâche de superviser les travaux et de planifier la défense de la frontière. Le 17 janvier 1917, ces tâches sont transférées au "Commandement d'occupation avancée de la frontière du Nord" (OAFN) nouvellement créé et installé dans la Villa Pfitzmajer à Varèse. Le général Ettore Mambretti prend la direction de l'OAFN jusqu'en mai 1918.
Si les premiers tronçons sont soignés avec des constructions de style Liberty, le besoin de mains d’œuvre et le manque de moyens gênent l'avancée des travaux et les derniers éléments sont livrés inachevés. Les difficultés financières ont eu comme conséquence de favoriser l'utilisation de matériaux locaux.
Lors de la déclaration de guerre de l'Italie à l'Allemagne, le 27 août 1916, la ligne était prête à fonctionner même si elle n'était pas encore achevée.
Elle a coûté 104 millions de lire de l'époque, soit environ 150 millions d'euros actuels. 
La ligne est divisée en quatre secteurs : 
- Montorfano - Ossola - Zeda
- Verbano - Ceresio
- Ceresio - Lario
- Colico - Adda - Mera

## Les ouvriers sur le chantier

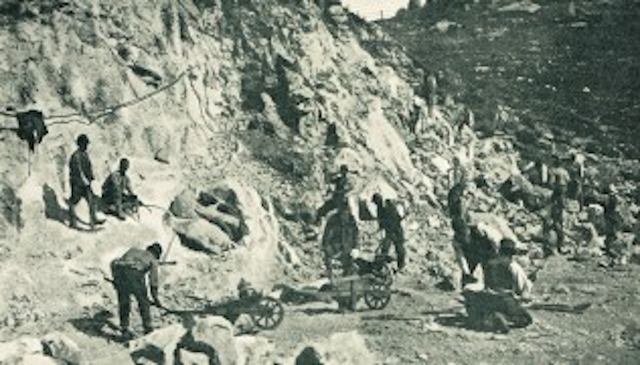
Ouvriers sur le chantier à proximité du Mont Saint-Martin (1915-1916).

Selon les estimations, la construction a impliqué la participation de 15 000 à 30 000, ouvriers locaux (maçons et tailleurs de pierre) sans oublier les femmes qui assuraient un soutien logistique pour le transport des matériaux et le ravitaillement sur les chantiers. Les ouvriers recevaient un salaire de 3,5 lires lorsqu'ils travaillaient dans la vallée et de 5 lires lorsqu'ils étaient en montagne pour une journée de travail pouvant aller jusque 10 heures. On travaillait tous les jours sauf le dimanche quelles que soient les conditions climatiques. Nombreux sont les ouvriers blessés sur le chantier mais la construction du chantier n'a fait au total que dix victimes. Ce chantier a eu des répercussions positives car il a permis d'éviter l'émigration de familles à la cherche de travail. Il a aussi permis aux hommes impliqués d'éviter d'être envoyés sur le front vénitien.

## La ligne en temps de guerre
Cette ligne de défense n'a toutefois jamais été utilisée en tant de guerre,. Son instigateur affirmera toutefois plus tard : "Elle fut inutilisée mais pas inutile". Après la dissolution de l'OAFN le 10 janvier 1919, les fortifications sont laissées à l'abandon à l'exception de quelques exercices militaires comme ceux de l'année 1926 dans la région de Varèse. 
Dans les années 1930, la ligne Cadorna est insérée au Mur alpin, ligne défensive courant le long des 1 851 kilomètres de frontière italienne allant de la France jusqu'à la Yougoslavie en passant par la Suisse et l'Autriche.
En 1938, afin de répondre à l'Anschluss, Mussolini envisage d'envahir la Suisse en s'appuyant sur la ligne Cadorna mais il n'en fera finalement rien.

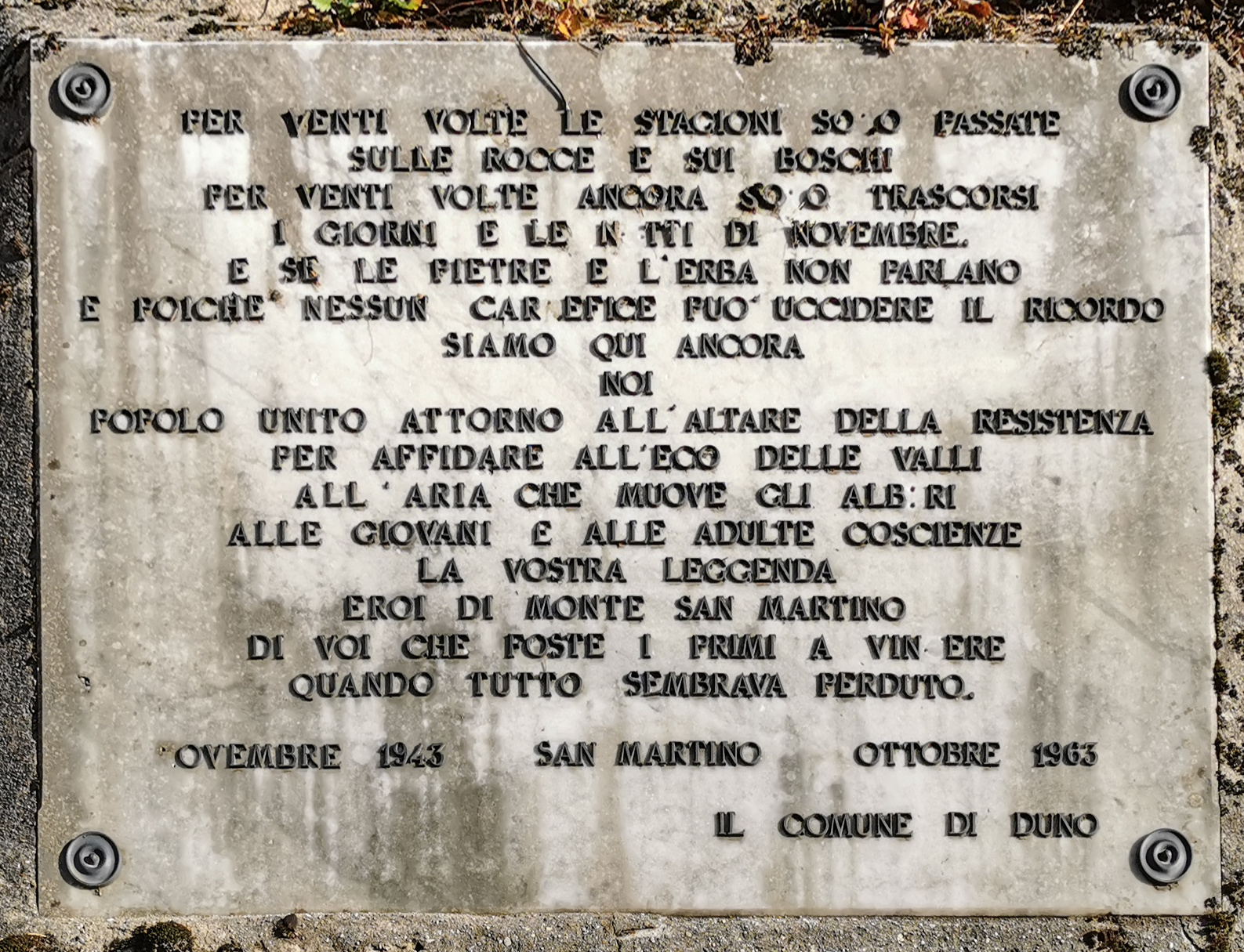
Plaque à la mémoire des morts du Mont Saint-Martin.

Le 13 novembre 1943, la bataille du mont Saint-Martin (it) se déroule au sein de la ligne Cadorna opposant les hommes du Colonel Carlo Croce (it) à la Wehrmacht et aux fascistes de la république de Salò.
Tout au long de la guerre, la ligne servira de refuge à différentes catégories de personnes : des prisonniers en fuite, des juifs et même des fascistes à la fin de la guerre cherchant à passer clandestinement en Suisse.
Pendant la Seconde Guerre mondiale, la ligne a servi d'abris aux partisans italiens face au fascisme notamment ceux de la République partisane de l'Ossola

## La ligne Cadorna après la guerre

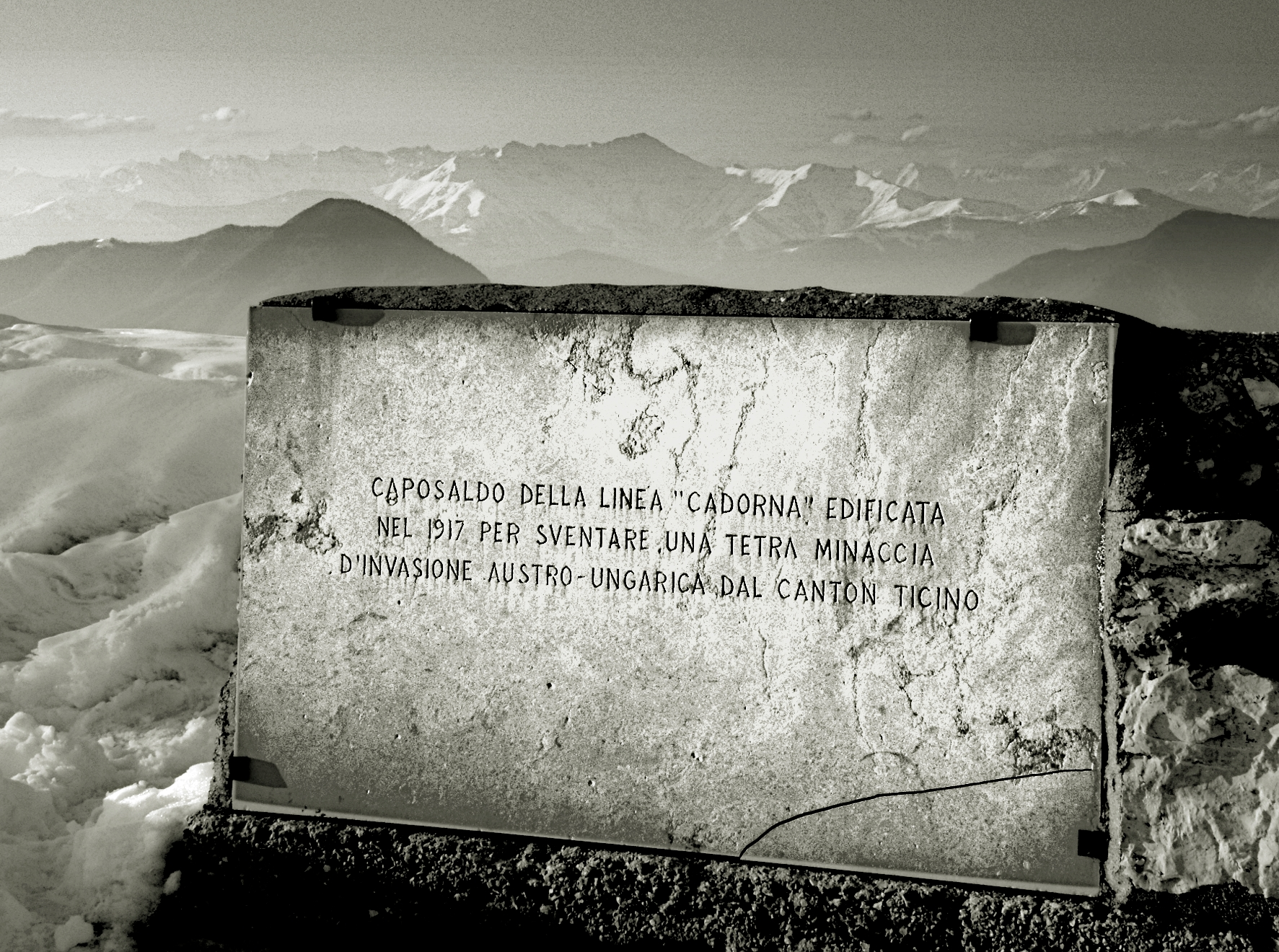
Stelle commémorative de la ligne sur le. "Fondement de la ligne Cadorna édifiée en 1917 pour déjouer une sombre menace d'invasion austro-hongroise par le canton du Tessin."

Le 4 avril 1949, toutes les fortifications italiennes qui n'avaient pas été démantelées à la suite du traité de Paris de février 1947 sont entrées dans la sphère de l'OTAN afin de faire face à l'Union soviétique. L'importance de ces fortifications a reculé avec la chute du mur de Berlin le 9 novembre 1989.
La majeure partie de la ligne tombe dans l'oubli jusque dans les années 1990 où elle est valorisée d'un point de vue historique et touristique avec le soutien des provinces où elle se trouve et de l'Association nationale des chasseurs alpins italiens (it). Elle offre un point de vue imprenable sur le Lac Majeur, le Lac de Lugano et le Lac de Côme.
Aujourd'hui la ligne Cadorna est un témoignage historique des conflits du XXe siècle. Pour les amateurs de randonnée, elle offre un réseau de chemins praticables en toutes saisons. Six itinéraires de randonnées ont été créés et permettent de découvrir la ligne Cadorna autrement.

## Galerie de photographies

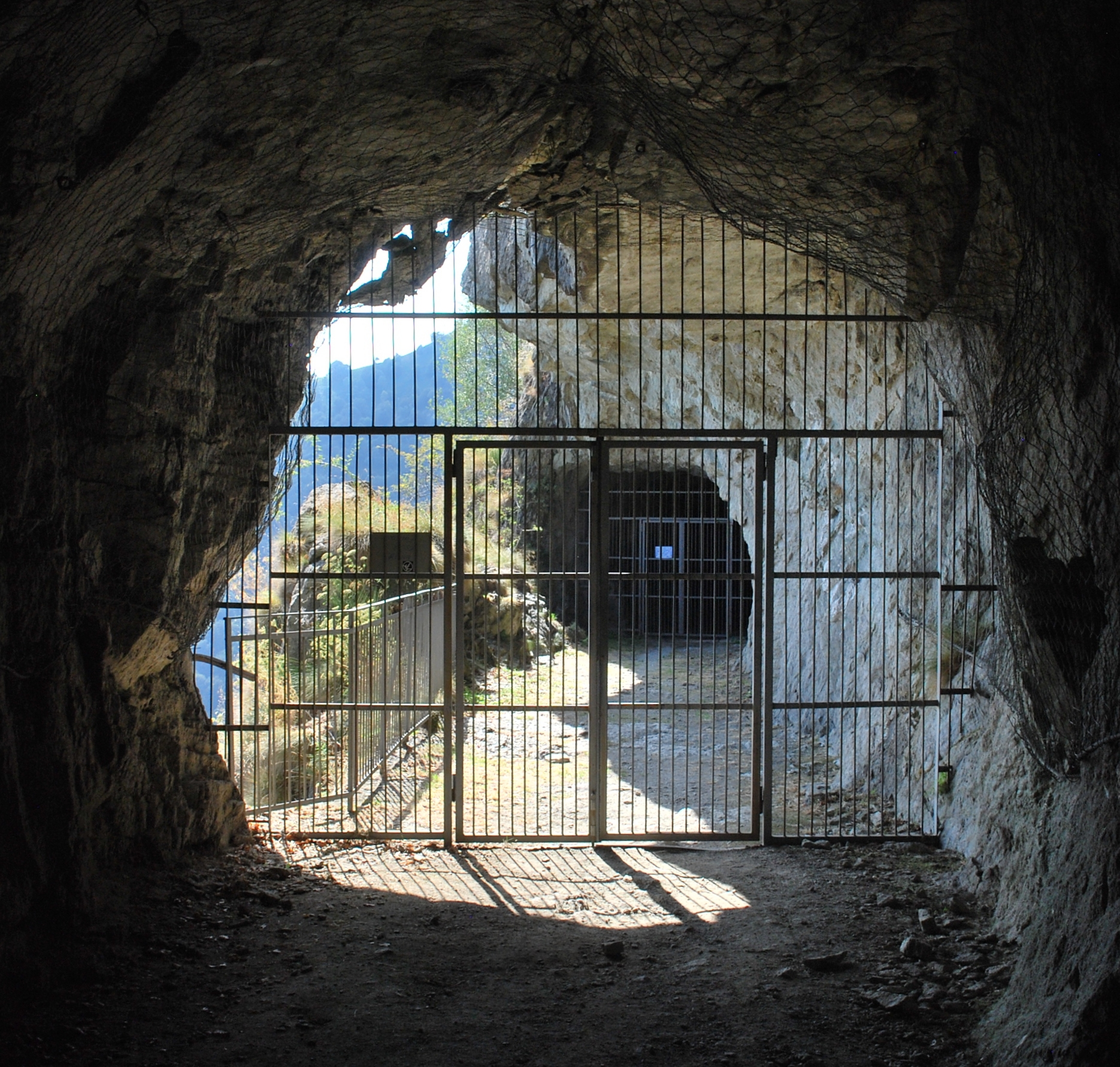
Tunnels du mont Morissolo (province du Verbano-Cusio-Ossola, Piémont).
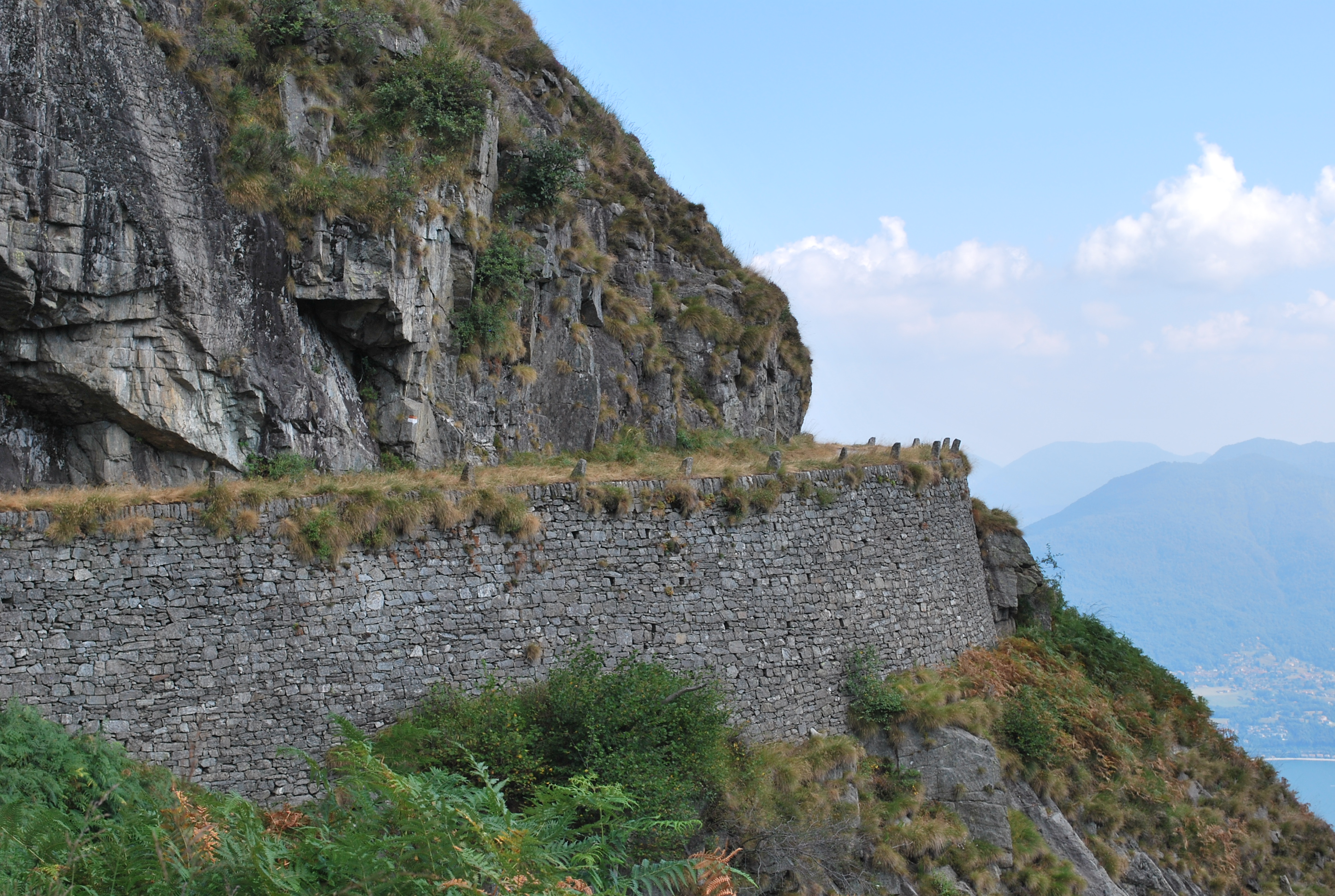
La ligne sur le Monte Morissolo.
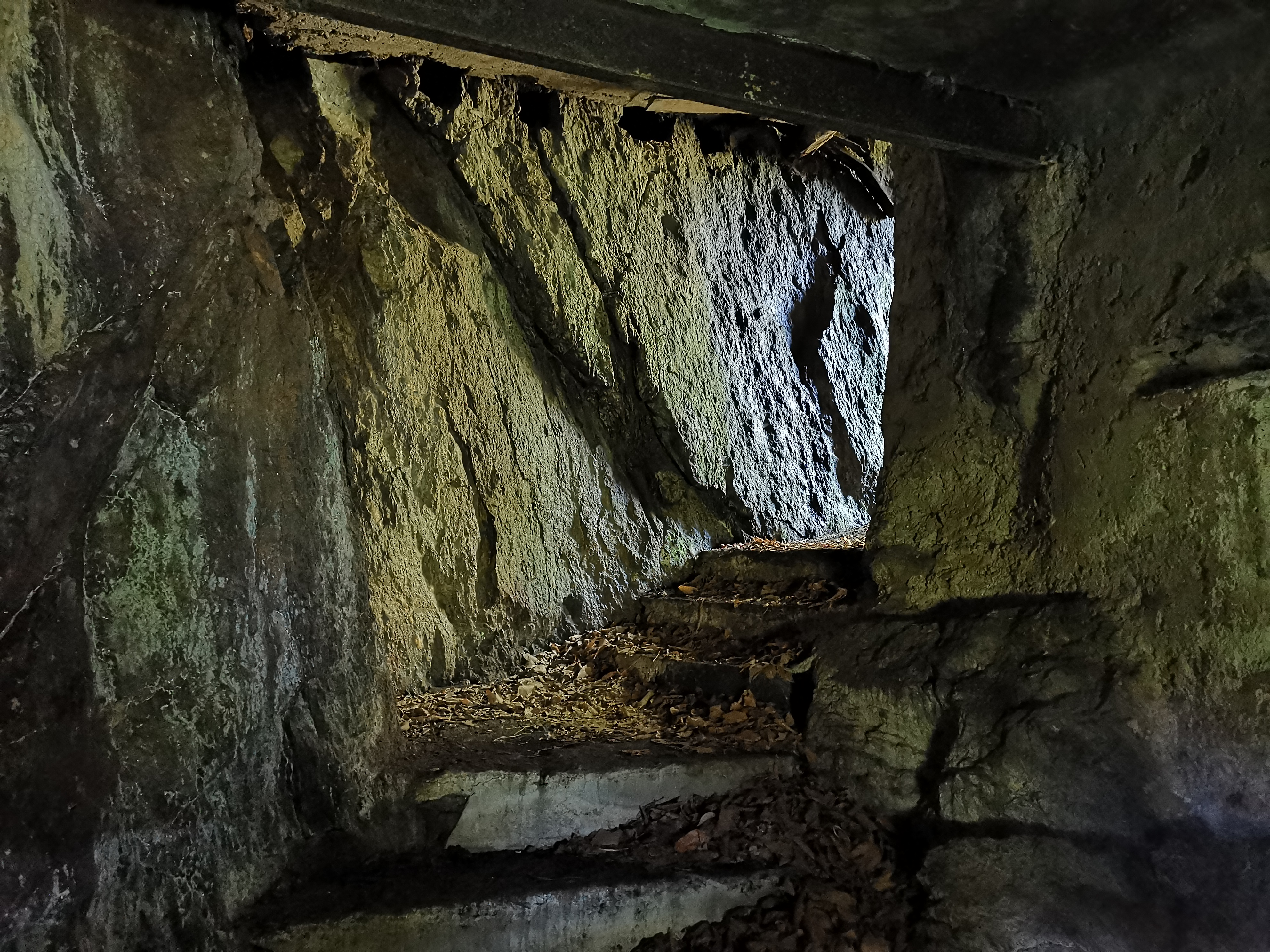
Tunnel de la ligne Cardona.
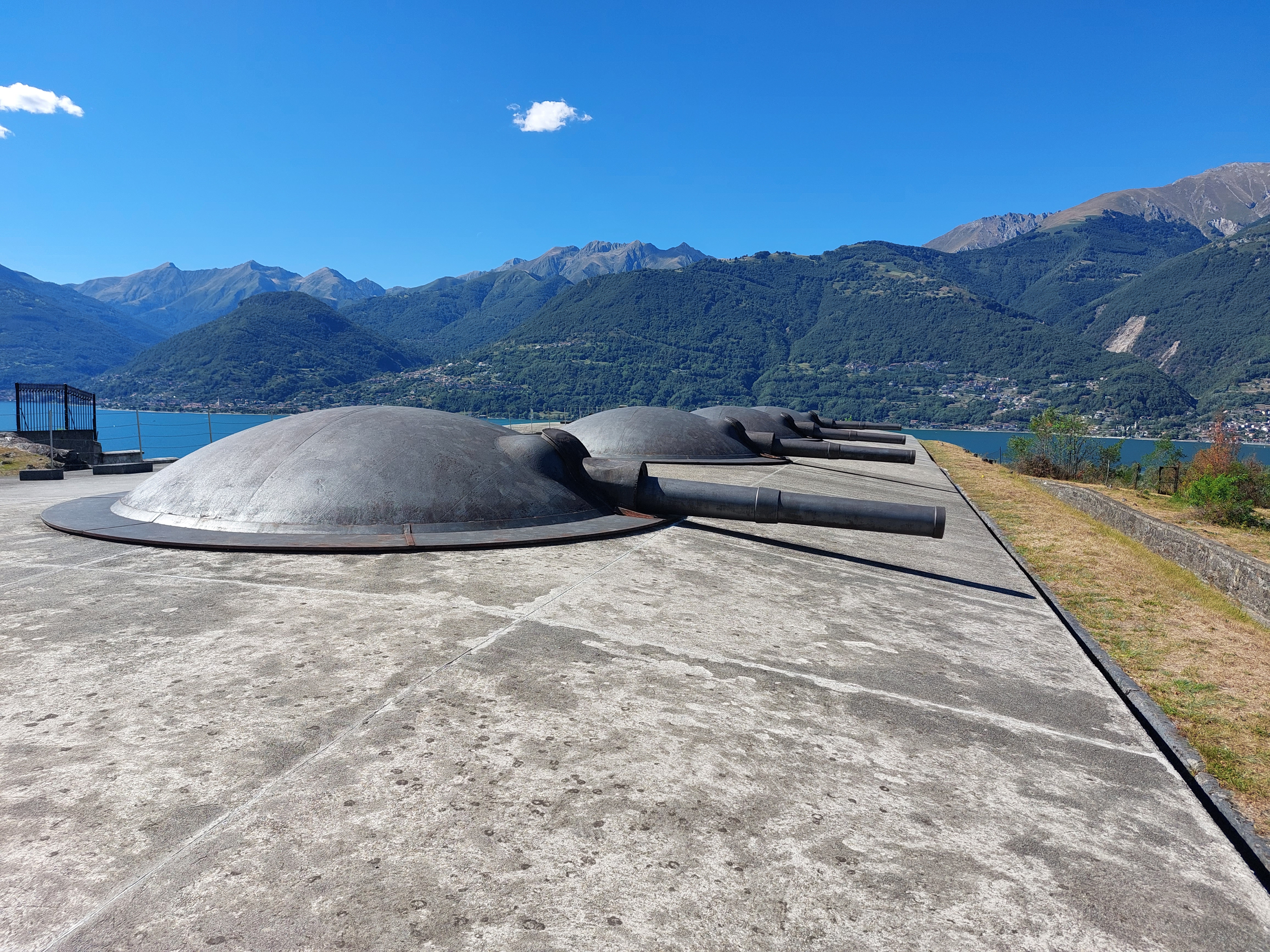
Canons du fort Montecchio Nord (province de Lecco, Lombardie).
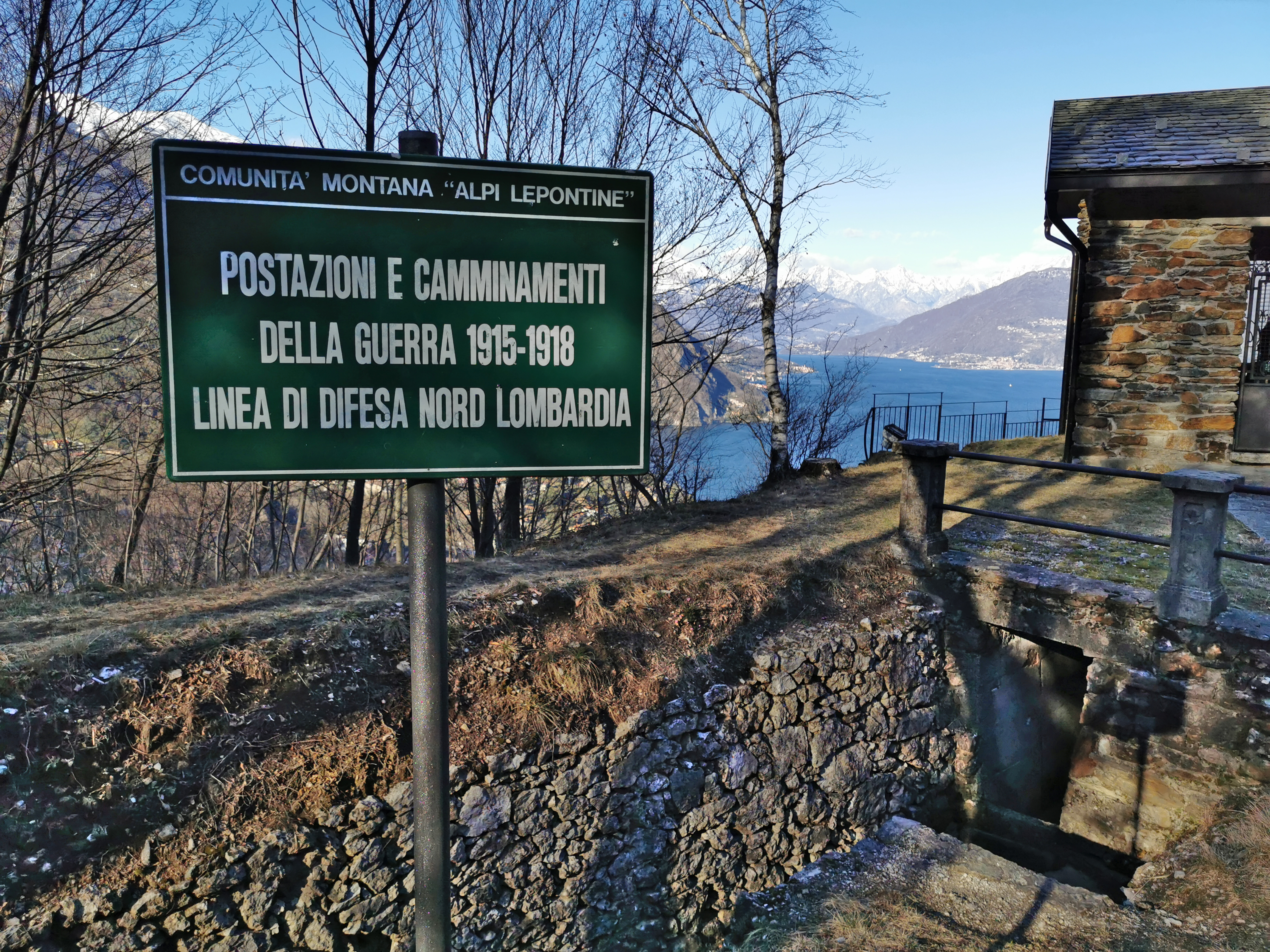
La ligne sur les hauteurs de Menaggio avec le lac de Côme dans le fond (province de Côme, Lombardie).

### Personnes
- Luigi Cadorna
- Clemente Lequio
- Ettore Mambretti
- Carlo Croce (it)

### Autres lignes fortifiées
- Allemagne : la ligne Siegfried
- Allemagne nazie : le mur de l'Atlantique
- Allemagne nazie : le mur de la Méditerranée
- France : la ligne Maginot
- Italie : le Mur alpin qui intègre la ligne Cadorna
- Tchécoslovaquie : les fortifications tchécoslovaques
- Union soviétique : la ligne Staline et la ligne Molotov
- Suisse : le Réduit national

### Autres articles
- Armée italienne
- Italie dans la Première Guerre mondiale
- Frontière entre l'Italie et la Suisse